# De Hoge Ham
De Hoge Ham is een monumentale boerderij aan de Parkweg te Vleuten in de Nederlandse gemeente Utrecht.
De boerderij is een gemeentelijk monument. Volgens de Boerderijen Stichting Utrecht dateert de boerderij oorspronkelijk uit omstreeks 1550 en werd hij in de negentiende eeuw gemoderniseerd. In 2000 werd de deels rietgedekte hofstede gerestaureerd, daarbij kreeg het gehele pand een woonbestemming. Authentieke details zijn behouden gebleven in de boerderijgebouwen en de omgeving.
De "hofstede de Hoge Ham " is in 2011 uitgeroepen tot "Boerderij van het jaar "